# Silvia Rucks
Silvia Rucks del Bo es una ingeniera en Sistemas de Computación uruguaya que trabaja para el Sistema de las Naciones Unidas desde hace más de 39 años.
Trabajó como Coordinadora Residente del Sistema de las Naciones Unidas en Chile entre 2016 y 2021, tras lo cual se desempeña en el mismo cargo en Brasil. Dentro de las gestiones hechas en Chile estuvo la promoción de la Agenda 2030, además manifestó en 2017 que "la población inmigrante, junto a la mapuche, son las que peor trato reciben. Eso tiene que cambiar".

## Biografía
Terminando sus estudios inició su carrera en las Naciones Unidas instalando las primeras computadoras y desarrollando los primeros sistemas informáticos para el Programa de las Naciones Unidas para el Desarrollo (PNUD) de Guatemala en junio de 1985.
Ocupó, entre otros, los cargos de Representante Residente del PNUD en México, Coordinadora Residente en Nicaragua, Directora de PNUD en Colombia; Representante Residente Adjunta en Perú y en Argentina y también trabajó en la Sede de la Organización de las Naciones Unidas en Nueva York. Como Directora de País en Colombia, en el contexto del conflicto armado acompañó importantes procesos de negociaciones de Paz, apoyando las Comisiones de Paz del Congreso de la República, asesorando la formulación de políticas públicas, consultas regionales con masiva participación de la sociedad civil, y facilitación formal de mesas de diálogo entre el Estado Colombiano y organizaciones sociales, además de colaborar directamente con el distrito de Barranquilla.
En octubre de 2015 se retira de Nicaragua debido a las acusaciones de Daniel Ortega de "injerencia política", y la oficina del PNUD se vio reducida en un 80%.
En 2016 asume como representante Residente del Programa de las Naciones Unidas para el Desarrollo (PNUD) y Coordinadora Residente del Sistema de las Naciones Unidas en Chile. En el marco de la Reforma de las Naciones Unidas, se desempeñó como Coordinadora del Sistema de las Naciones Unidas en Chile. En 2019, bajo su liderazgo, se firmó el primer Marco de Cooperación para el Desarrollo Sostenible para el período 2019-2022, entre la ONU y el Gobierno de Chile. El 31 de julio de 2019 el canciller Teodoro Ribera firmó un acuerdo con Rucks, sobre colaboración en inmigración y refugio, en el marco de los Objetivos de Desarrollo Sostenible de la Agenda 2030.
En mayo de 2021 fue trasladada a Brasil teniendo el mismo cargo que en el país anterior.
Durante su trayectoria ha liderado proyectos sobre gobernabilidad democrática, medio ambiente, inclusión y equidad, gestión integral de riesgos y respuesta a desastres, prevención y resolución de conflictos.
Ha coordinado el trabajo de las distintas agencias de las Naciones Unidas para apoyar a los gobiernos en la generación de políticas públicas para la erradicación de la pobreza y desigualdad, como la propuesta de planificación nacional con base en la Agenda 2030 y los Objetivos de Desarrollo Sostenible.
Rucks está casada con Mario Cabrera Innella y es madre de una hija y un hijo.
Rucks nació en Uruguay. Sus abuelos son europeos de origen alemán e italiano.

## Educación
Silvia Rucks posee el título de Ingeniera en Ciencias de la Computación y Tecnología de la Información de la Universidad del Valle de Guatemala; una Maestría en Administración y Dirección de Empresas en la Universidad Centroamericana José Simeón Cañas de El Salvador, y un Posgrado en Gerencia en la Universidad de Nueva York.
Rucks, además de español, habla inglés, italiano, portugués y francés.   

## Premios
Bajo su gestión, la Oficina del PNUD en Colombia fue galardonada con el Premio Julia Taft en reconocimiento a sus logros y contribución a un país en situación de conflicto.